# Гагарин (Гегаркуникская область)
Гагарин (арм. Գագարին) — село в Гехаркуникской области Армении. Входит в состав общины Севан. Расположено на левом берегу реки Раздан. В селе находится железнодорожная станция Цахкунк (на линии Масис — Сотк).
Посёлок городского типа Гагарин был образован в 1961 году и назван в честь Ю. А. Гагарина. В 1990-е годы преобразован в село. В советское время в посёлке работал завод по ремонту экскаваторов и башенных кранов.

## Население
| 1970 | 1979 | 1989 | 2001 |
| ---- | ---- | ---- | ---- |
| 604  | 953  | 1643 | 1489 |

| Год  | Численность | Численность |
| ---- | ----------- | ----------- |
| 1970 | 604         |             |
| 1979 | 953         | [ 7 ]       |
| 1989 | 1643        | [ 7 ]       |
| 2001 | 1489        | [ 7 ]       |
| 2011 | 1379        | [ 8 ]       |